# 5 AHEAD
《5 AHEAD》(5 어헤드)는 2001년 12월 5일 발매한 TOKIO의 7번째 정규 앨범.

## 설명
- 유니버설 뮤직 재팬으로 레이블 이적 후, 처음 발매하는 정규 앨범.
- 싱글은 《どいつもこいつも》, 《メッセージ》, 《カンパイ!!》, 《DR/Only One Song》을 수록해서 싱글컷은 총 5곡. 또, 사쿠라바 유이치로의 싱글 《ひとりぼっちのハブラシ》도 어쿠스틱 버전으로 보너스 트랙으로 수록하였다.
- 초회한정반A·B반에는 8cm CD로 제작한 〈TOKIO STATION〉가 수록.

## 수록곡

### 통상반
1. 5 AHEAD
2. HEY! Mr.SAMPLING MAN
3. DR
4. どいつもこいつも(Album Version)
5. Baby blue
6. 04515
7. Only One Song
8. カンパイ!!
9. Sugarless LOVE
10. T2
11. 36°C
12. メッセージ
13. Symphonic
Bonus Track
14. ひとりぼっちのハブラシ(Acoustic Version)／桜庭裕一郎

### 초회한정반A
TOKIO STATION -새로운 리더 결정!?편-
1. OPENING～TALK 1
2. The Future Is Chance of Infinity
3. TALK 2
4. Yesterday's

### 초회한정반B
TOKIO STATION -새로운 보컬리스트 결정!?편-
1. OPENING～TALK 1
2. The Future Is Chance of Infinity
3. TALK 2
4. Yesterday's